# عورا
عورا أو عورة هي إحدى القرى اللبنانية من قرى قضاء البترون في محافظة الشمال.